# Azatek
Azatek är ett vattendrag i Armenien.   Det ligger i provinsen Vajots Dzor, i den sydöstra delen av landet, 100 kilometer sydost om huvudstaden Jerevan.
Trakten runt Azatek består i huvudsak av gräsmarker. Runt Azatek är det ganska glesbefolkat, med 28 invånare per kvadratkilometer.